# Melitaea alaeida
Melitaea alaeida är en fjärilsart som beskrevs av Hermann Stauder 1925. Melitaea alaeida ingår i släktet Melitaea och familjen praktfjärilar. Inga underarter finns listade i Catalogue of Life.